# Lumnezia
Lumnezia ist eine politische Gemeinde im Schweizer Kanton Graubünden. Sie umfasst grosse Teil des gleichnamigen Tals und gehört zur Region Surselva.

## Geographie
Die Gemeinde Lumnezia wurde am 1. Januar 2013 mit der Fusion der ehemaligen Gemeinden Vrin, Lumbrein, Vignogn, Degen, Vella, Morissen, Cumbel und Suraua gebildet. Lumnezia ist eine mehrheitlich romanischsprachige Gemeinde mit rund 2100 Einwohnern und liegt in einem Seitental der Surselva, das klimatisch günstig Richtung Süden orientiert ist. Die Gemeinde erstreckt sich über eine Fläche von 16‘543 Hektaren vom Talportal Porclas bis zur Greina-Hochebene an der Grenze zum Kanton Tessin. Das Siedlungsgebiet der Gemeinde Lumnezia liegt zwischen 900 und 1550 Metern über Meer.

## Geschichte
Die Geschichte von Lumnezia ist gut dokumentiert dank den historischen Artikeln und Beiträgen ihrer Nachbarschaften und der heute in die Grossgemeinde integrierten Dörfer. Aus der frühen bis mittleren Bronzezeit datiert die Siedlung Crestaulta bei Surin (Nachbarschaft Lumbrein), die auf eine sesshafte Bauern- und Hirtenkultur schliessen lässt. Für die späte Bronzezeit ist in Vella eine Siedlung nachgewiesen, während für Uors und Surcasti Einzelfunde bezeugt sind. Römische Münzen wurden in Vella, Lumbrein und Degen nachgewiesen. Die wohl zwischen dem 6. und 7. Jahrhundert erbaute Katholische Kirche Pleif bei Vella ist eine klassische Talkirche. Die grosse Pfarrei umfasste bis zu Beginn des 14. Jahrhunderts neben der Talschaft Lumnezia auch das Valsertal. Vals bildete ab ca. dem Jahre 1300, die Fraktion Fraissen (in der Nachbarschaft Degen) ab 1345 eine eigene Pfarrei. Der Ablösungsprozess der übrigen Pfarreien dauerte vom 16. bis ins 20. Jahrhundert und wurde 1910 mit Peiden beendet. Als einzige Lugnezer Gemeinde trat Duvin 1526 zur Reformation über.
Das im Reichsgutsurbar genannte Lugnezer Königsgut wurde bereits im 9. Jahrhundert unter einer grossen Zahl von Lehensträgern aufgeteilt. Der bedeutendste war der Bischof von Chur, insbesondere Bischof Bischof Tello, dessen Testament zahlreiche Lugnezer Güter auflistet. Im 13. und 14. Jahrhundert gelang es den Freiherren von Belmont verschiedene kleinere Herrschaften zusammenzufassen. Mit Hilfe der Lugnezer setzten sie sich 1352 in einer Fehde gegen die Grafen von Werdenberg durch. Nach einer Ende des 18. Jahrhunderts aufgezeichneten Sage sollen die Lugnezerinnen bei einer Schlacht bei Porclas am Taleingang den Kampf zu ihren Gunsten entschieden haben.
Nach dem Tod des letzten Grafen von Belmont 1371 ging die Lugnezer Vogtei an die Sax-Misox über, die als Untervögte Einheimische einsetzten. 1395 traten die Lugnezer gleichberechtigt mit den Herren von Sax-Misox dem Landfriedensbündnis von Ilanz bei, einem Vorläufer des Grauen Bundes. 1457 erliessen die im Lugnez wohnhaften Romanen ein Abwehrgesetz gegen fremde Einwanderer, das sich nicht nur gegen die Walser, sondern auch gegen die Leute von Blenio richtete, die immer mehr Alpen auf Lugnezer Territorium aufkauften. 1483 veräusserte Johann Peter von Sax-Misox seinen Lugnezer Besitz an den Bischof von Chur. Eine steinerne Gedenktafel in der Talkirche Pleif nennt zahlreiche Lugnezer als Kriegshelden während des Schwabenkrieges 1499, als die Bündner insbesondere an der Schlacht an der Calven erfolgreiche Privilegien im Deutschen Reich erkämpften und in der Folge der Dreibündenstaat (Rätische Freistaat) für rund 500 Jahre gebildet wurde. Die Lugnezer Adligen und Nachbarschaften erhielten ab diesem Ereignis ähnlich wie andere Bündner Nachbarschaften Pfründe und Einkommen aus den Erträgen der Veltliner Untertanengebiete und der Herrschaft Maienfeld. Im Laufe der Jahrhunderte waren im gleichen Masse aber auch Soldverträge und entsprechende Kriegsdienste bei europäischen Herrschaftshäusern eine wichtige Einnahmequelle für die Gemeindekassen des Grauen Bundes, was immer wieder zu Krisen und Konflikten führte.
1538 erfolgte im Lugnez als Folge der Reformation der Loskauf der bischöflichen Rechte. Innerhalb des Oberen Bundes bildeten die beiden Gerichtsgemeinden Vals und Lumnezia das Hochgericht Lumnezia. Die niedere Gerichtsbarkeit übte dabei ein Mistral (in Lumnezia) beziehungsweise ein Ammann (in Vals) aus.
In der zweiten Hälfte des 17. Jahrhunderts erlebte Lumnezia eine Hochblüte der rätoromanischen geistlichen Literatur und eine rege Bautätigkeit (Kirchen). Die Bewohner lebten allerdings traditionell und zur Hauptsache als Selbstversorger von der alpinen Berglandwirtschaft. Ab 1850 setzte eine starke Emigration in die USA und nach Frankreich ein. Jugendliche verdingten sich oft als Schwabengänger in Süddeutschland. Eine eigentliche Industrialisierung fand in der ganzen Surselva kaum statt, die Berglandwirtschaft blieb der Haupterwerbszweig.
Die Rationalisierungsmassnahmen nach dem Zweiten Weltkrieg führten zu einer Reduktion der landwirtschaftlichen Höfe. Die alpine Emigration in die städtischen Zentren (vorab nach Chur und Zürich) ermöglichte ab 1960 vielen überzähligen Mitgliedern einer Bergbauernfamilie den Aufbau einer eigenen Existenz. Die starke Abwanderung aus der Talschaft konnte erst durch den beginnenden touristischen Aufschwung gestoppt werden, wobei am Anfang der saisonale Kurtourismus eine grosse Rolle spielte. Das Bad in Peiden genoss vorerst grosse Anziehungskraft und wurde vor allem durch Gäste aus dem reichen, städtischen Bürgertum besucht. Eine Aufbauphase folgte mit dem Bau des Thermalbades in Vals, das Bad Peiden den Rang als Erholungsstätte ablief.

Luftbild aus 4000 m von Walter Mittelholzer (1919)

Bereits ab 1870 geschah die schrittweise strukturelle und technische Erschliessung des Tales. Bis Anfang des 20. Jahrhunderts wurde der Greinapass für den Güter- und Viehverkehr als alpine Traverse genutzt. Durch den Bau einer durchgehenden Talstrasse von Ilanz bis Vrin und Vals entwickelte sich das surselvische Zentrum von Ilanz/Glion zum wichtigsten Umschlagsplatz für die Lugnezer Talschaft. Seit etwa 1900 boten dann die aufstrebenden Fremdenkurorte Graubündens während der Wintersaison auch der Bevölkerung in Lumnezia in ähnlicher Manier Beschäftigungsmöglichkeiten. Einheimische, die in anderen Kurorten oder in der Fremde Berufserfahrungen gesammelt hatten, brachten als Rückkehrer dem Tal neue Impulse. Seit 1970 verfügt Lumnezia dank den damals mit Volksaktien erbauten Bergbahnen (in Form von Schleppliften und Sesselliften) über einen guten Zugang ins Skigebiet Obersaxen/Mundaun. Mit der Eröffnung des Badesees Davos Munts Ende des letzten Jahrhunderts erlangte der Sommertourismus eine immer wichtigere wirtschaftliche Bedeutung. Ferienhausbauten und Zweitwohnungen, sowie verschiedene Hotelprojekte, prägen seither das Ortsbild. Von touristischer Bedeutung geworden ist die Fraktion Vrin dank ihres intakten Dorfbildes, welches 1998 mit dem Wakker-Preis ausgezeichnet wurde. Bekannt geworden ist Lumnezia auch durch das jährlich stattfindende Open Air Val Lumnezia.
Die Hochebene von Greina auf dem ehemaligen Gemeindegebiet von Vrin hat sich zu einem beliebten Wandergebiet entwickelt. Nachdem verschiedene Projekte für den Bau von Elektrizitätswerken mit einem Staudamm in der Greinaebene gescheitert waren, wurde die Landschaft 1996 unter nationalen Naturschutz gestellt. Ebenfalls durch Entscheid der Gemeindeversammlung abgelehnt wurde 2019 der Bau eines Windparkes auf dem Um Su und beim beliebten Skitourenberg Stiarls in der Nähe der Greina-Ebene.
Die Gemeinde Lumnezia versucht seit ihrer Fusion mit den Nachbarschaften unter hohen Kosten die Infrastruktur und die Anzahl Arbeitsplätze aufrechtzuerhalten, damit die alpine Abwanderung junger Einwohner vermindert werden kann.
Politisch entstand die neue Gemeinde am 1. Januar 2013 aus den bestehenden politischen Gemeinden Cumbel, Degen, Lumbrein, Morissen, Suraua – Letztere ging 2002 selbst aus einer Fusion der Gemeinden Camuns, Surcasti und Tersnaus mit der seit 1962 bestehenden Fusionsgemeinde Uors-Peiden, aus Uors und Peiden, hervor – mit Vignogn, Vella und Vrin. Dabei wurde der frühere Arbeitsname Val Lumnezia aufgegeben, um die Verwechslung mit dem gleichnamigen Tal zu vermeiden, das aus mehr Gemeinwesen als den fusionierten Nachbarschaftsorten besteht.

## Wappen
| Wappen von Lumnezia | Blasonierung: «Unter rotem Schildhaupt in silbernem Dreispitzberg schwarzes bedachtes Tor.»                                               |
| Wappen von Lumnezia | Das heutige Gemeindewappen entstand nach einem Entwurf des Disentiser Benediktinerpaters Flurin Maissen und zeigt die Porclas bei Cumbel. |

## Bevölkerung
Die Einwohnerzahl der heutigen Gemeinde schwankte zwischen 1835 und heute sehr stark. Zwischen 1835 und 1910 gab es mehrere Abwanderungswellen. Die Bevölkerungszahl sank deshalb in diesem Zeitraum um 693 Personen oder 21,3 %. Dies wegen der Binnenwanderung in stärker industrialisierte Gegenden der Schweiz oder der Abwanderung ins Ausland (sowohl innerhalb von Europa wie auch nach Übersee). Zwischen 1930 und 1950 gab es ein starkes Bevölkerungswachstum (+20,3 %). Zwei weitere Abwanderungswellen zwischen 1950 und 1980 und seit 2010 haben die Bevölkerungszahl auf einen historischen Tiefstand sinken lassen.
Quelle: Kantonale Volkszählung im Jahr 1835; Bundesamt für Statistik; 1850 bis 2000 Volkszählungsergebnisse, 2010 ESPOP, 2020 STATPOP

## Politik
Seit der Fusion im Jahre 2013 besteht die Exekutive der Gemeinde aus neun Mitgliedern einschliesslich des Gemeindepräsidenten, die jeweils für vier Jahre ein Departement führen. Die Gemeinde ist Teil eines regionalen Zweckverbands, der für die alpinen Ortschaften der Surselva überregionale Dienstleistungen erbringt.

## Wirtschaft

### Struktur
Fast die Hälfte der Erwerbstätigen ist in der Berglandwirtschaft tätig, etwa 40 % der Beschäftigten arbeiten im Dienstleistungsbereich. Der örtliche Tourismus, die Bauwirtschaft, das Kleingewerbe und Erträge der Zweitwohnungsbesitzer bilden eine weitere wichtige Grundlage, die den Gemeindehaushalt und das Leben der Einwohner stützen. Die Gemeinde setzt auf einen sanften, naturnahen Alpintourismus und fördert Projekte im Bereich Wandern, Biken, Wintertourismus und mittels regionaler Kulturveranstaltungen.

### Tourismus und Sehenswürdigkeiten
- Sehenswerte Kirchen sind neben anderen die Katholische Kirche Vella mit Malereien von Hans Ardüser und Alois Carigiet sowie die Katholische Kirche Pleif bei Vella.
- Die Dörfer und Kulturgüter der Fraktionen
- Die Maiensässlandschaften
- Zahlreiche Brücken und gut ausgebaute Bike- und Wanderwege.
- Bei Degen findet alljährlich das Open Air Val Lumnezia statt, der zurzeit grösste Musik-Event im Kanton Graubünden.
- Es besteht ein Zugang zum Skigebiet Obersaxen Mundaun Val Lumnezia in Vella und zudem ein Skigebiet in Vals.
- Mehrere Gebäude des auf Holzbauten spezialisierten Architekten Gion A. Caminada in Vrin.
- Badesee mit saisonalem Campingplatz in Davos Munts (ca. 1300 m) bei Degen GR.
- Ski- und Wandergebiet rund um den Piz Mundaun mit einer alpinen Maiensässlandschaft und einem Angebot an Gratisbussen.
- Historischer Passübergang auf Saumpfaden ins Tessin über die Sommerweiden der alpinen, naturgeschützten Greina.

### Bilder aus Lumnezia

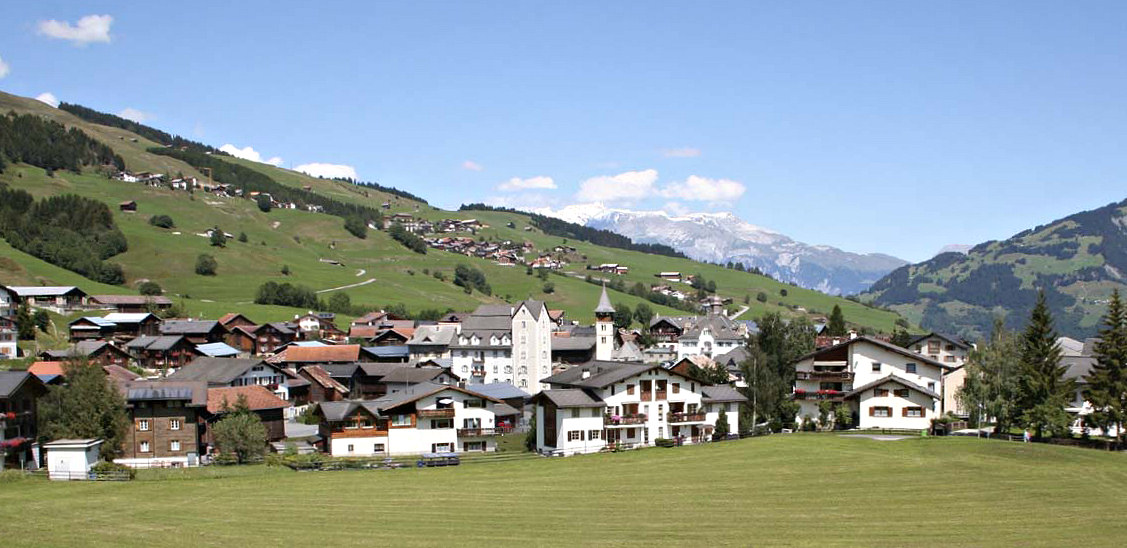
Vella: Hauptort von Lumnezia
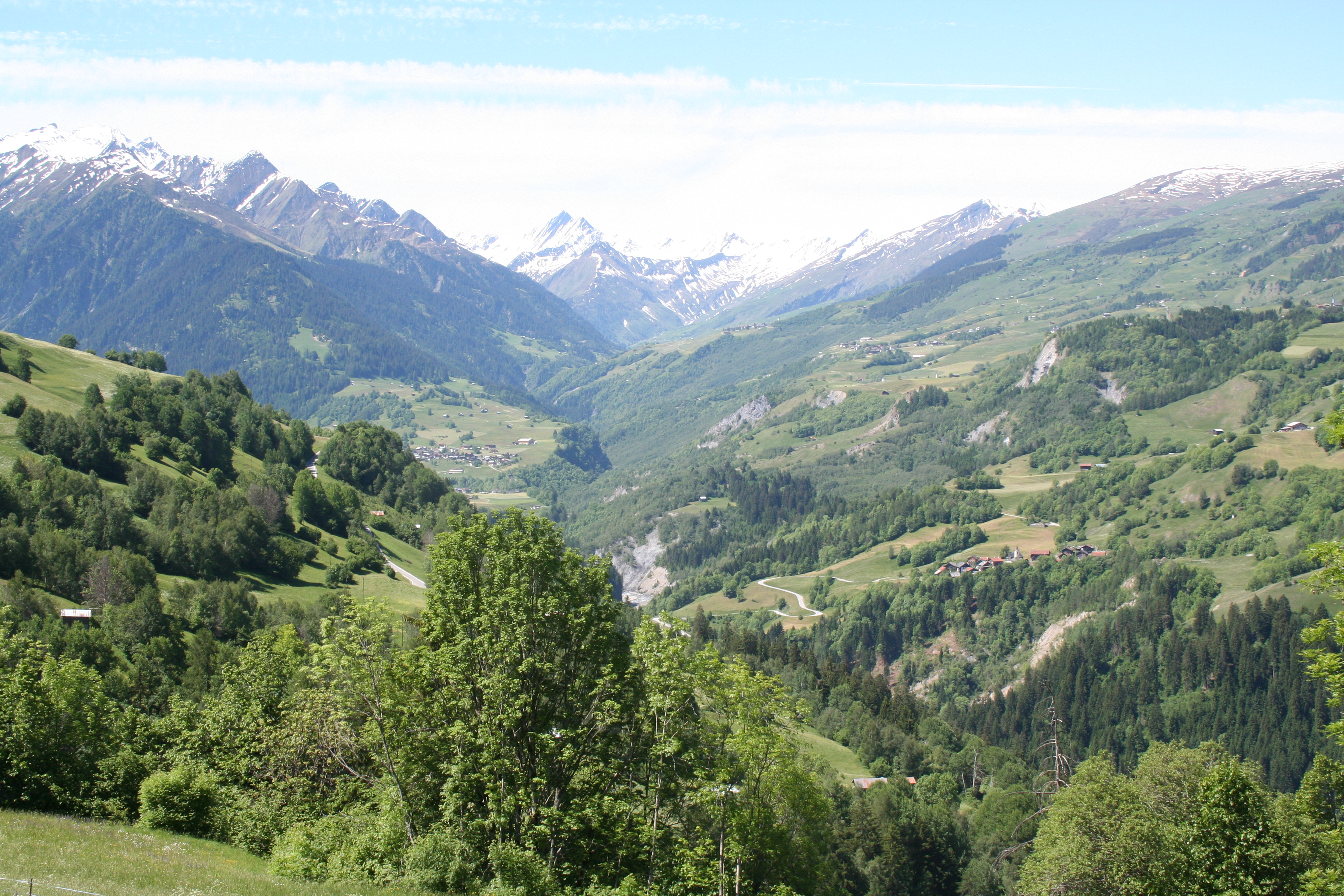
Blick von Riein nach Südwesten
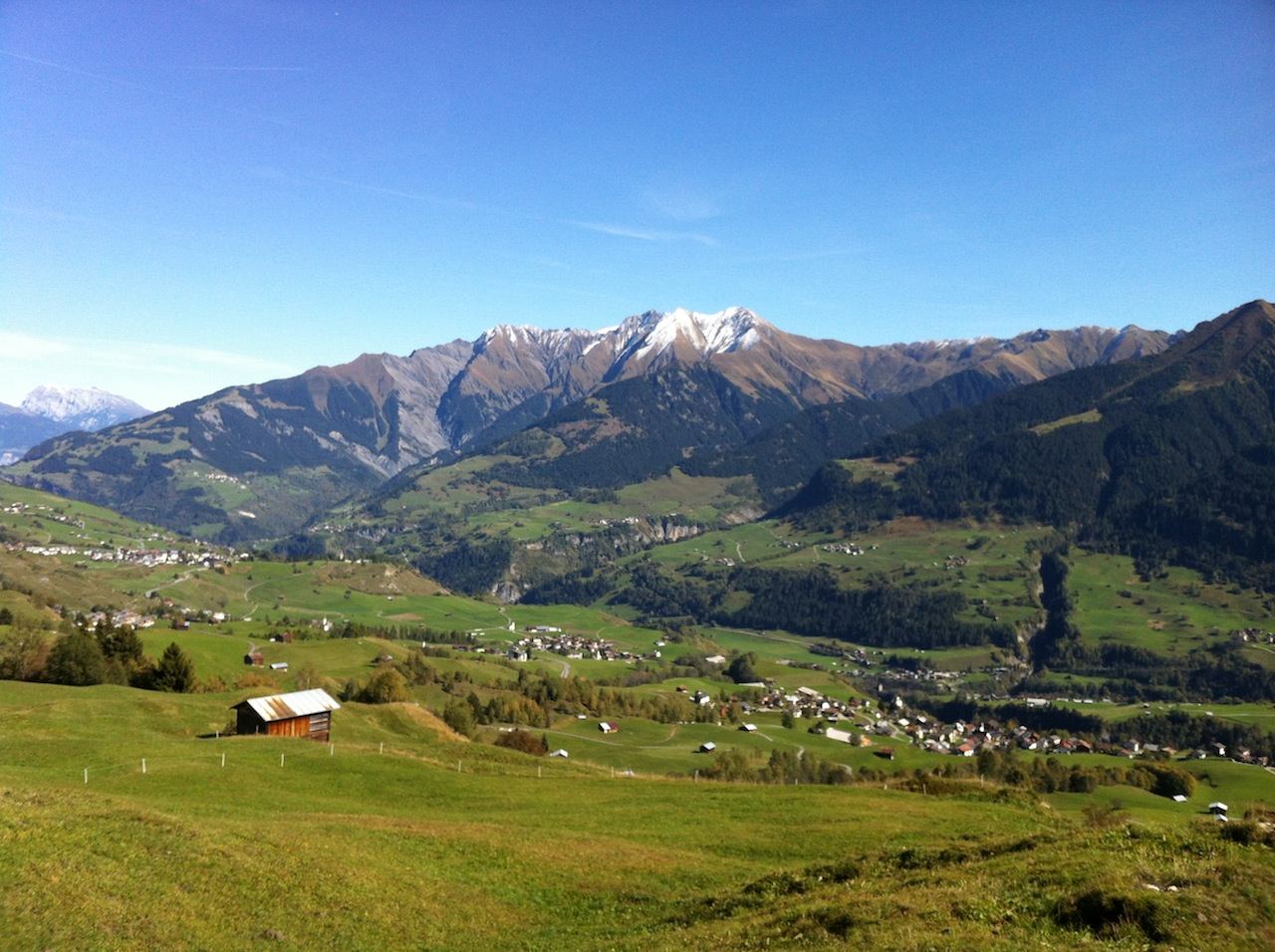
Herbst bei Vignogn
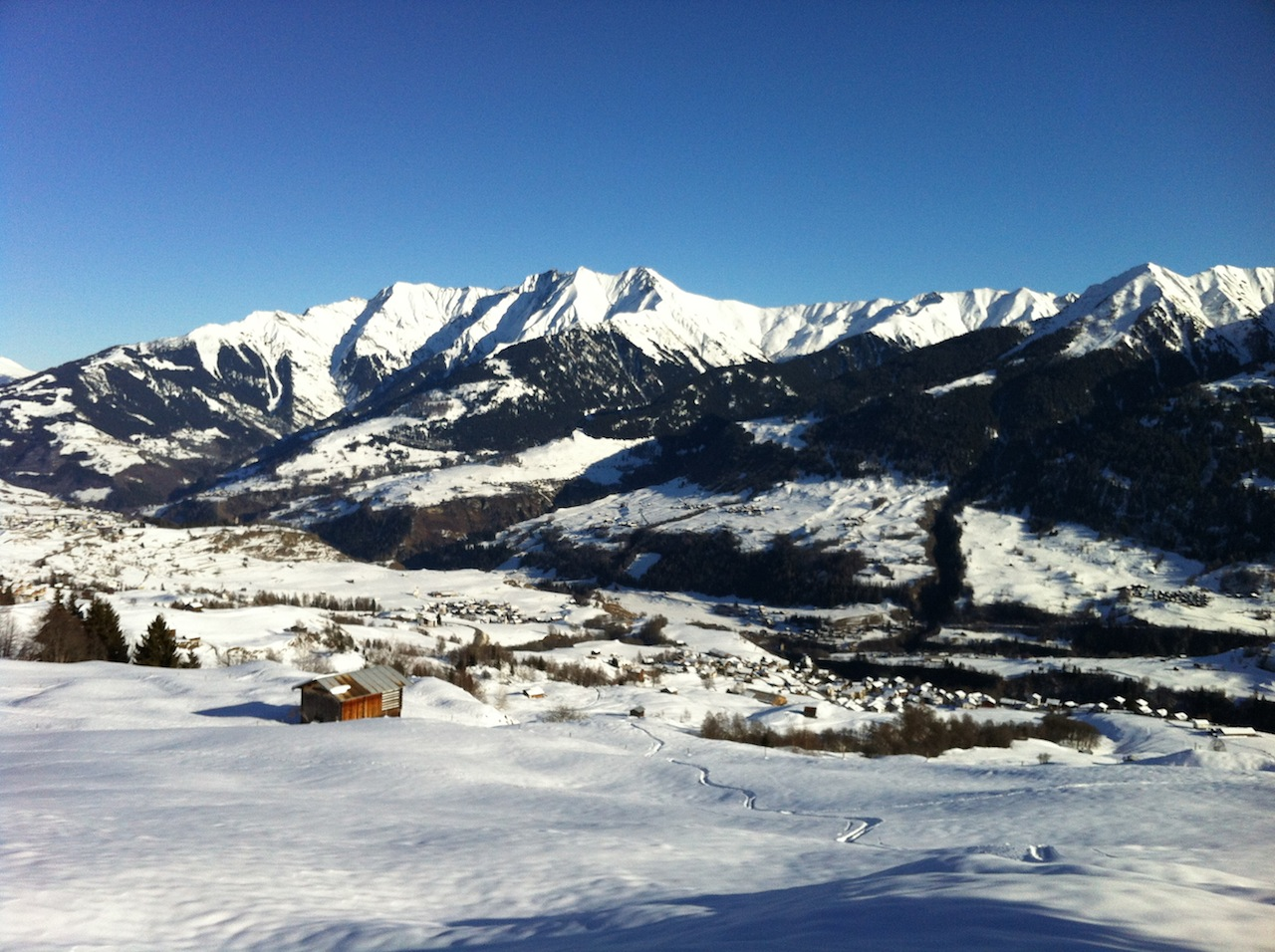
Winterstimmung bei Vignogn
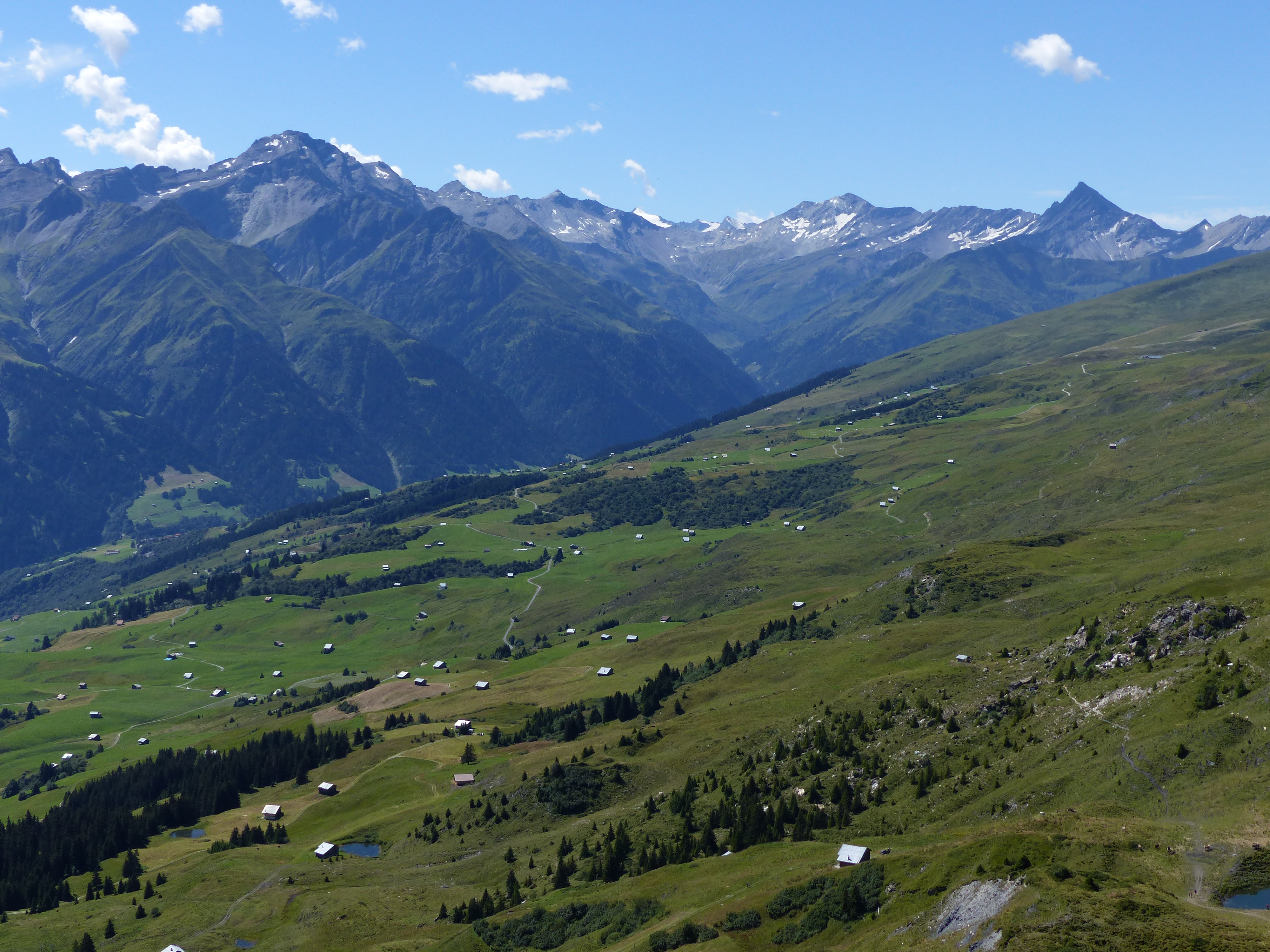
Panorama vom Lugnezer Höhenweg
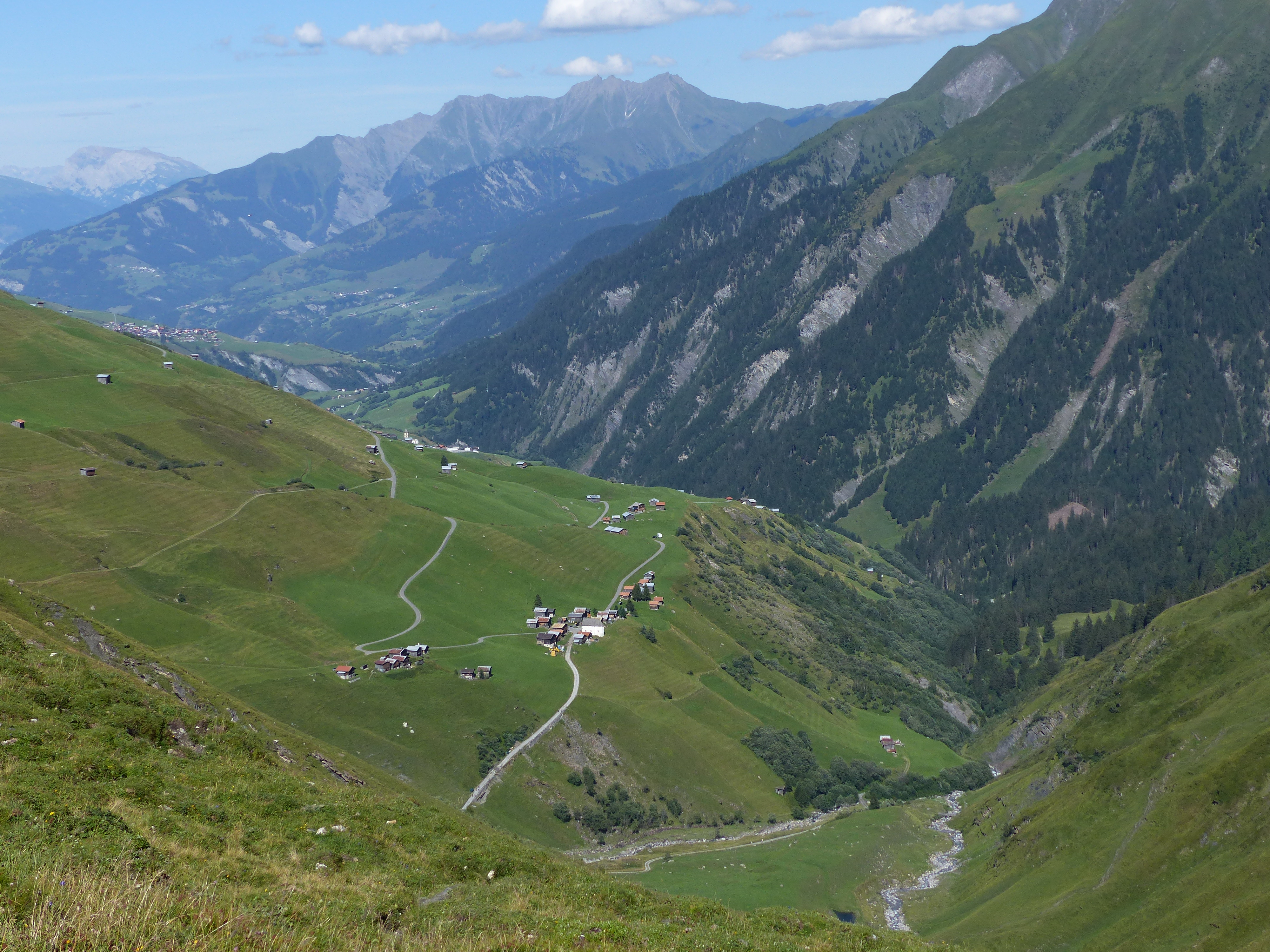
Hinterster Ortsteil von Vrin